# Point Rosee
Point Rosee – stanowisko archeologiczne znajdujące się na południowo-zachodnim krańcu Nowej Fundlandii w Kanadzie. Przeprowadzone badania wskazują, że mogło to być osiedle wikingów. Dotychczas jedynym potwierdzonym miejscem obecności wikingów w Ameryce Północnej było L’Anse aux Meadows.
W 2015 roku prof. Sarah Parcak z Uniwersytetu Alabamy w Birmingham analizując zdjęcia satelitarne zauważyła na nich ciemne odbarwienia ziemi i prostokątne linie, które sugerowały w tym miejscu obecność pozostałości dawnych budowli. Przeprowadzone na miejscu badania magnetometrem wykazały podwyższoną obecność żelaza. Ponadto podczas wykopalisk archeolodzy odkryli darniowe ściany oraz ślady metalurgii. Według dr Douglasa Bolendera z Uniwersytetu Massachusetts, specjalizującego się w historii dawnych Skandynawów, tylko wikingowie mogli zajmować się metalurgią w tamtym czasie i regionie. Datowanie radiowęglowe wykazało, że stanowisko powstało między 1000 a 1400 rokiem, najpewniej ok. 1200 roku. Archeolodzy odnaleźli także nasiona orzecha szarego, który naturalnie nie występuje na Nowej Fundlandii, tylko na kontynencie amerykańskim. Parcak stwierdziła, że nie było to osiedle ale raczej małe gospodarstwo lub tymczasowy obóz zimowy.
W 2016 roku prof. Parcak rozpoczęła nowe badania, które miały dostarczyć rozstrzygających dowodów na obecność wikingów w tym miejscu. Jednakże w późniejszym sprawozdaniu przedłożonym władzom prowincji Nowej Fundlandii i Labradoru wskazano, że żadnych nordyckich artefaktów nie odnaleziono. Ponadto w streszczeniu raportu dostarczonemu urzędowi archeologicznemu w listopadzie 2017 roku znajduje się stwierdzenie, iż dalsze badania próbek żelaza wykazały, że były to prawdopodobnie naturalne złoża bez dowodów dalszej obróbki. Natomiast darniowe ściany uznawane za antropogeniczne po ponownej weryfikacji również określono jako naturalne. W zakończeniu raportu prof. Parcak stwierdza, że w Point Rosee nie było znaczącej działalności człowieka przed 1800 rokiem. Dodaje też, że nadal istnieją analizy naukowe i związane z nimi specjalistyczne raporty, które oczekują na ukończenie.